# György Bródy
György Lajos Vilmos Bródy (Budapest, 21 luglio 1908 – Johannesburg, 5 agosto 1967) è stato un pallanuotista ungherese, vincitore di due medaglie d'oro alle olimpiadi di Los Angeles 1932 e di Berlino 1936.